# Braye-en-Thiérache
Braye-en-Thiérache là một xã ở tỉnh Aisne, vùng Hauts-de-France thuộc miền bắc nước Pháp.